# Che benessere!?
Che benessere!? è un singolo del gruppo musicale italiano Lo Stato Sociale, pubblicato il 21 gennaio 2023 in collaborazione con Naska.

## Tracce
Testi e musiche di Diego Caterbetti, Alberto Cazzola, Francesco Draicchio, Lodovico Guenzi, Alberto Guidetti, Enrico Roberto, Matteo Romagnoli.
1. Che benessere!? – 3:51